# Microphontes whittingtoni
Microphontes whittingtoni là một loài ruồi trong họ Asilidae. Microphontes whittingtoni được Londt miêu tả năm 1994. Loài này phân bố ở vùng nhiệt đới châu Phi.